# Birgit Õigemeel
Birgit Õigemeel (Kohila, 24 settembre 1988) è una cantante e attrice estone.

## Biografia
Diventata famosa dopo la vittoria del programma televisivo Eesti otsib superstaari, versione estone di Pop Idol, ha interpretato il ruolo di Silvia nella commedia I due gentiluomini di Verona di William Shakespeare rappresentata al teatro nazionale di Tallinn. Birgit fa tuttora parte del coro gospel di Tallinn. 
Dopo la partecipazione al talent-show, è uscito suo il album d'esordio, trascinato dalla ballata Homme. Con la canzone 365 days nel 2008 ha partecipato al programma televisivo Eesti laul, che decreta il partecipante per l'Estonia all'Eurovision Song Contest, classificandosi terza. Nel dicembre del 2008 è uscito il suo secondo album, Ilus aeg, un album di canzone natalizie, che ha visto Birgit cimentarsi in grandi classici come Last Christmas e in Valged jõulud, versione in estone della celeberrima White Christmas (brano musicale). L'ultimo album,  Teineteisel pool, lanciato sul mercato il 19 novembre 2009 e anticipato dal singolo di grande successo Moonduja,rappresenta una svolta in chiave pop-elettronica e verso una maggiore raffinatezza musicale.
Nel 2009 ha preso parte allo show Eesti otib lemmiklaulu, programma che cercava la migliore canzone estone di sempre. Nel dicembre 2009 Birgit è stata impegnata in un tour nelle principali chiese estoni assieme alla rockstar Tanel Padar e al Coro dei giovani di Tallinn.
Si ripresenta all'Eesti Laul nel 2013, e vince con la canzone "Et uus saks alguse", che le permette di rappresentare l'Estonia all'ESC di Malmö.
Nell'ottobre 2013 nasce il suo primo figlio.

## Discografia

### Album
- Birgit Õigemeel (2008)
- Ilus aeg (2008)
- Teineteisel pool (2009)
- Uus algus (2013)
- V (2018)

### Singoli
- Kas tead, mida tähendab... (2007)
- 365 Days (2008)
- Homme (2008)
- Ise (2008)
- Last Christmas (2008)
- Talve võlumaa (2008)
- Moonduja (2009)
- See öö (2009)
- Kahe vahel (2009)
- Põgenen (con Koit Toome) (2010)
- Sinuga end elusana tunda võin (con Birgit Varjun) (2010)
- Iialgi (con Violina) (2010)
- Eestimaa suvi (2010)
- Parem on ees (2011)
- You're not alone (con Violina), Eesti Laul 2012, (2011)
- Et uus saaks alguse, Eesti Laul 2013 e l'Eurovision del 2013, (2012)
- Sea of Life (con Violina) (2013)
- Nii täiuslik see (2013)
- Olen loodud rändama (2013)
- Lendame valguskiirusel (2014)
- Pea meeles head (con Ott Lepland) (2014)
- Kolm kuud (2014)
- Kingitus (2014)
- Valge saatan (con Tanja) (2015)
- Alles sügisel mõtleme (2015)
- Ma tean, et sa tead (2016)
- Leekides tee (2016)
- 15 000 sammu (2018)